# Humphrey Bogart
Humphrey DeForest Bogart (født 25. december 1899, død 14. januar 1957) var en amerikansk skuespiller og regnes for en af de største skuespillere gennem tiderne. Han opnåede stor popularitet op gennem 30’erne og 40’erne, da han medvirkede i en række klassiske film noirs og krimier, hvor de mest kendte roller tæller privatdetektiverne Sam Spade i Ridderfalken og Philip Marlowe i Sternwood mysteriet. Ved siden af de hårdkogte gangster- og kriminalfilm var han også med i flere romantiske film, bl.a. som Rick i Casablanca. Andre kendte film tæller De kører om natten, At have og ikke have, Tre mand søger guld, Mytteriet på Caine og Sabrina. I 1952 vandt han en Oscar for sin rolle i Afrikas dronning. Bogie, som han ofte blev kaldt, var gift fire gange. Sidste gang med den amerikanske skuespillerinde Lauren Bacall, med hvem han fik en søn og en datter. Han døde af spiserørskræft i 1957.

## Tidlig karriere
Bogart blev født i New York City, USA som søn af en Manhattan-kirurg, og det var også langt hen ad vejen planen, at han selv skulle læse medicin. Han blev uddannet på Trinity School, og gik efterfølgende på Phillips Academy i Andover, Massachusetts, som skulle forberede ham på medicinstudiet på Yale University. Det blev dog aldrig aktuelt, da han blev bortvist fra Phillips og i stedet sluttede sig til den amerikanske flådes reserve. I stedet for at læse medicin begyndte han at spille skuespil, og kom gennem en ven af familien til at arbejde på et filmstudie i New York. Bogart fik sin første filmrolle i kortfilmen The Dancing Town fra 1928, en tyve minutter lang amerikansk stumfilm.
Den 20. maj 1926 blev han gift med Helen Menken, men ægteskabet holdt kun et halvt år. I 1928 blev han i stedet gift med den senere skuespillerinde Mary Philips. Bogart og Philips spillede også sammen i Bogarts anden filmoptræden, kortfilmen Broadway's Like That fra 1930. Her spillede de et ægtepar, som de også var det udenfor filmen, og Broadway's Like That regnes af flere for Bogarts egentlige filmdebut. Samme år fik han også sin spillefilmdebut i John Ford-filmen Up the River med Spencer Tracy i hovedrollen. De følgende år spillede han med i flere forskellige mindre film, inden han i 1936 fik et gennembrud med det romantiske krimi-drama Den forstenede skov med Bette Davis og Leslie Howard. Rollen var dog ikke oprindeligt tiltænkt Bogart, og han fik den først, da Howard truede filmselskabet med at gå, hvis ikke Bogart fik rollen som Duke Mantee, en rolle Bogart tidligere havde spillet i en Broadway-opsætning af fortællingen. Filmen blev en stor succes, og fra 1936 til 1940 medvirkede Bogart i intet mindre end 28 film. For det meste var han at finde i gangsterfilm, men også i westerns og i en enkelt gyserfilm(!), nemlig Dr. X vender tilbage fra 1939. Sidstnævnte havde han dog overhovedet ingen interesse i at spille, og medvirkede kun, fordi han var på kontrakt hos Warner Bros., og derfor var forpligtet til det. Som han selv siger det, skulle rollen som doktoren, der vækkes til live fra døden, være spillet af Bela Lugosi eller Boris Karloff, og ikke af Humphrey Bogart.

## Succes
I 1937 var Bogart blevet skilt fra sin anden kone, og blev året efter gift for tredje gang, denne gang med skuespillerinden Mayo Methot. I 1940 spillede han rollen som den hårdkogte privatdetektiv Sam Spade i film noir-klassikeren Ridderfalken instrueret af John Huston, i dennes instruktørdebut. En rolle som på mange punkter, sammen med den senere rolle som Philip Marlowe, var med til at definere Bogart som karakterskuespiller, i datiden såvel også for eftertiden. En anden rolle som ligeledes har haft enorm betydning for Bogart, og ikke mindst for dennes eftermæle, var som café-ejeren Rick i Casablanca fra 1942. Det romantiske drama instrueret af Michael Curtiz regnes i dag for én af de bedste kærlighedsfilm nogensinde, og forenede to af datidens største stjerner, Bogart og svenske Ingrid Bergman. Casablanca udspiller sig under anden verdenskrig i den marokkanske havneby Casablanca, som er styret af den franske Vichy-regering, under Nazi-tyskland. Her driver Richard 'Rick' Blaine (Bogart) en populær beværtning, hvor vennen Sam fungerer som pianist. En dag træder Ricks gamle kærlighed Ilsa Lund (Bergman) ind på cafeen, og beder om Ricks hjælp til at skaffe sig selv og sin nye mand udrejse, da han er eftersøgt af nazisterne. Rick bliver således indhentet af fortiden og den tabte kærlighed, og han må træffe et afgørende valg om, hvordan han skal forholde sig. Filmen fik generelt en god modtagelse, og blev også nomineret til otte Oscar-statuetter, hvoraf den vandt de tre (bl.a. for bedste film). Den modtagelse, den fik, var dog intet at regne mod den status, filmen har opnået gennem årene, hvor den i dag ligger højt på diverse lister over bedste film. Bogart blev også Oscar-nomineret for sin rolle som Rick, men måtte her se sig slået af ungarske Paul Lukas.
I starten af sin karriere blev Bogart ofte ’type-castet’, og spillede næsten udelukkende med i kriminalfilm. Men op gennem 40’erne indspillede han film indenfor mange forskellige genrer. Casablanca er et godt eksempel herpå, og det samme er krigsdramaet Sahara fra 1943 og At have og ikke have fra 1944, en filmatisering af Ernest Hemingways roman. Under indspilningerne af At have og ikke have blev Bogart forelsket i medspilleren Lauren Bacall, og året efter lod han sig skille fra Mayo Methot, for i stedet at gifte sig med Bacall. De to spillede også overfor hinanden i 1946, da Bogart vendte tilbage som privatdetektiv. Denne gang som Philip Marlowe i Sternwood mysteriet, baseret på Raymond Chandlers populære bog. Bogart og Bacall spillede også overfor hinanden i thrilleren Flygtningen fra 1947 og John Hustons populære krimi Uvejrsøen Key Largo fra 1948.

## Senere karriere
I 1948 var Bogart også med i en anden John Huston-film, nemlig western-dramaet Tre mand søger guld. I filmen slår to forhutlede dagdrivere (Bogart og Tim Holt) sig sammen med en gammel guldgraver (Walter Huston, som var instruktørens far) i håbet om at finde guld i bjergene. Meget forløber som planlagt, og de tre finder guld i bjergene. Men de opdager hurtigt, at med guldet følger også grådighed og paranoia. Især Dobbs (spillet af Bogart) gennemgår en uhyggelig forvandling, fra en sympatisk vagabond til en ubehagelig skurk. Tre mand søger guld var én af de første Hollywood-film til at blive optaget ’on location’ udenfor USA. Den var således meget dyr at indspille, og havde et budget på over 3,5 millioner dollars, hvilket var uhørt tilbage i 1948. Filmen vandt tre Oscars, og er fortsat populær i dag, hvor den bl.a. ligger på Det Amerikanske Filminstituts top-100 liste. Manden uden hæmninger fra 1950 var en spændingsfilm med mange kvaliteter. Her ønskede Bogart endnu engang at spille overfor sin kone, men dette var ikke muligt, da filmselskabet Warner Bros. afslog at lade hende gå fra sin kontrakt.
I 1951 spillede Bogart overfor Katharine Hepburn i Afrikas dronning, som foregår i Belgisk Congo under 1. Verdenskrig. Bogart spiller den afdankede skipper, som redder missionæren Rose (Hepburn) fra tyskerne med sin båd ’Afrikas dronning’. Til at begynde med er de to modsætninger, og har ikke meget tilovers for hinanden, men isoleret i en båd kan meget ændre sig og kærligheden indfinde sig. Bogart vandt desuden sin eneste Oscar for sit portræt af skipperen Charlie Allnut. Han blev endnu engang Oscar-nomineret tre år senere for krigs-dramaet Mytteriet på Caine. Der var dog en del modstand mod at vælge Bogart til rollen, da han var meget ældre end kaptajn Queeg var tænkt som, og desuden var Bogart også allerede ved at blive syg af kræft, selvom han først fik stillet diagnosen i januar 1956. Selv ville han dog meget gerne spille rollen, og accepterede endda at gå ned i løn, i forhold til sit normale salær. Noget han var meget misfornøjet over, og skulle efter sigende have sagt til sin kone: ”Dette sker aldrig for Gary Cooper, eller Cary Grant eller Clark Gable, men altid for mig.” Han gik altså ned i løn, som selskabet Columbia ønskede det, og filmen blev en stor succes, der modtog intet mindre end syv Oscar-nomineringer. Den måtte dog langt hen ad vejen se sig slået af Marlon Brando-filmen I storbyens havn, som udkom samme år, og som vandt otte Oscar-statuetter.
Selv om Bogarts sygdom tog til, var han meget produktiv, og indspillede syv film fra 1954 til 56. I 1954 medvirkede han i Billy Wilders søde romantiske komedie Sabrina med William Holden og med Audrey Hepburn i titelrollen. Året efter var han med i Michael Curtiz’ Vi er ikke engle, som blev genindspillet i 1989 med Robert De Niro og Sean Penn, og i 1956 indspillede han sin sidste film; Jo hårdere falder de, et drama i film noir-stil.

## Trivia
- Var bedste ven med instruktøren John Huston.
- Kæmpede i 1952 for den Demokratiske præsidentkandidat Adlai Stevenson II, efter oprindeligt at have støttet den republikanske kandidat Dwight D. Eisenhower.
- Alle hans fire koner har været skuespillerinder.
- Døde af spiserørskræft, formentlig forårsaget af meget rygning og et stort alkoholforbrug.
- Har en stjerne på Hollywoods ’Walk of Fame’ (på 6322 Hollywood Blvd.). Humphrey Bogart's stjerne på Hollywood Walk of Fame.
- Hans foretrukne cigaretmærke var Chesterfield.
- Var 173 centimeter høj.
- Citat: “A hotdog at the ballpark is better than a steak at the Ritz”.
- Blev stemt ind som alle tiders største skuespiller af det amerikanske magasin Entertainment Weekly.
- Blev meget imponeret over Marlon Brando, da han i 1951 besøgte optagelserne til Omstigning til Paradis.

## Filmografi
- Jo hårdere falder de – The Harder They Fall (1956)
- Desperate timer – The Desperate Hours (1955)
- General Yangs fange – The Left Hand of God (1955)
- Vi er ikke engle – We're No Angels (1955)
- Den barfodede grevinde – The Barefoot Contessa (1954)
- Sabrina (1954)
- Mytteriet på Caine – The Caine Mutiny (1954)
- Fuld af løgn – Beat the Devil (1953)
- Front-lægen – Battle Circus (1953)
- Sidste frist – Deadline – U.S.A. (1952)
- Afrikas dronning – The African Queen (1951)
- Sirocco (1951)
- Mord for betaling - The Enforcer (1951)
- Manden uden hæmninger – In a Lonely Place (1950)
- Jet-pilot – Chain Lightning (1950)
- Tokio Joe – Tokyo Joe (1949)
- Lev stærkt - dø ung – Knock on Any Door (1949)
- Uvejrsøen Key Largo – Key Largo (1948)
- Tre mand søger guld – The Treasure of the Sierra Madre (1948)
- Flygtningen – Dark Passage (1947)
- Hvem myrdede Mrs. Carroll? – The Two Mrs. Carrolls (1947)
- Hævnens dage – Dead Reckoning (1947)
- Sternwood mysteriet – The Big Sleep (1946)
- Konflikt – Conflict (1945)
- At have og ikke have – To Have and Have Not (1944)
- Mænd uden fædreland – Passage to Marseille (1944)
- Sahara (1943)
- Konvoj over Nordatlanten – Action in the North Atlantic (1943)
- Casablanca (1942)
- Angreb på Panama – Across the Pacific (1942)
- Nattens helt – All Through the Night (1941)
- Ridderfalken – The Maltese Falcon (1941)
- Sierra – High Sierra (1941)
- De kører om natten – They Drive by Night (1940)
- Virginia City (1940)
- Dr. X vender tilbage – The Return of Doctor X (1939)
- De, der kom tilbage – The Roaring Twenties (1939)
- Sejr over mørket – Dark Victory (1939)
- Hævneren fra Oklahoma – The Oklahoma Kid (1939)
- Baggårdsengle – Angels with Dirty Faces (1938)
- Dobbeltmennesket Dr. Clitterhouse – The Amazing Dr. Clitterhouse (1938)
- Mr. Dodd går til filmen – Stand-In (1937)
- Blindgaden – Dead End (1937)
- Mytteri i statsfængslet – San Quentin (1937)
- Mesterbokseren Kid Galahad – Kid Galahad (1937)
- Hvide slaver – Marked Woman (1937)
- Hemmelig terror – Black Legion (1937)
- Kina kureren – China Clipper (1936)
- Den store razzia – Bullets or Ballots (1936)
- Den forstenede skov – The Petrified Forest (1936)
- Midnight (1934)
- Three on a Match (1932)
- Up the River (1930)

| Priser                                         | Priser                                                         | Priser                                   |
| ---------------------------------------------- | -------------------------------------------------------------- | ---------------------------------------- |
| Foregående: José Ferrer for Cyrano de Bergerac | Oscar for bedste mandlige hovedrolle 1951 for Afrikas dronning | Efterfølgende: Gary Cooper for Sheriffen |